# Маджизано
Маджизано (італ. Magisano, сиц. Magisanu) — муніципалітет в Італії, у регіоні Калабрія,  провінція Катандзаро.
Маджизано розташоване на відстані близько 480 км на південний схід від Рима, 14 км на північ від Катандзаро.
Населення — 1273 особи (2014).
Щорічний фестиваль відбувається 15 серпня. Покровитель — S.Maria Assunta,San Pietro,San Simone.

## Демографія
Населення за роками:

Станом на 1 січня 2023 року в муніципалітеті офіційно проживало 27 іноземців з 8 країн, серед них 16 громадян країн Євросоюзу та 2 громадяни України.

## Сусідні муніципалітети
- Альбі
- Селлія
- Серсале
- Цагаризе